# José Fernando Abascal
José Fernando Abascal (ur. 3 czerwca 1743 w Oviedo, zm. 31 lipca 1821 w Madrycie) – wojskowy hiszpański, wicekról Peru.
Wstąpił do armii w 1762; w 1793 mianowany pułkownikiem, brał udział w walkach z rewolucyjną Francją. W 1796 został gubernatorem Kuby, następnie Nowej Galicji. W 1804 został wicekrólem Peru. Był bardzo dobrym administratorem, umiejącym załagodzić konflikty między ludnością miejscową i hiszpańskimi kolonizatorami, za co otrzymał od Kortezów w 1812 tytuł margrabiego de la Concordia del Peru. W 1816 został odwołany ze stanowiska, po czym wrócił do Hiszpanii. Zmarł w 1821.